# Happiness Charge PreCure!
Happiness Charge PreCure! (Tiếng Nhật: ハピネスチャージプリキュア! HapinesuChāji PuriKyua!) hay còn gọi là HappinessCharge Pretty Cure! là một bộ phim hoạt hình ma pháp thiếu nữ của Nhật Bản do Toei Animation sản xuất vào năm 2014 và là phần thứ 11 trong series Pretty Cure của Izumi Todo, được phát hành nhân dịp kỉ niệm 10 năm. Bộ phim được đạo diễn bởi Tatsuya Nagamine, người trước đây đã đạo diễn HeartCatch PreCure! và kịch bản được viết bởi Yoshimi Narita, người đã viết cho Yes! PreCure 5, nhân vật được thiết kế bởi Masayuki Sato của Air Gear. Bộ phim bắt đầu phát sóng tại Nhật Bản từ ngày 2 tháng 2 năm 2014 đến ngày 25 tháng 1 năm 2015, nối tiếp DokiDoki! Precure!. Chủ đề chính của phim là tình yêu, với motif xuyên suốt là thời trang và khiêu vũ.  Thẻ bài, gương soi và sự biến hình là những nhân tố quan trọng trong phim. Bộ phim sau đó được tiếp nối bởi Go! Princess PreCure vào ngày 1 tháng 2 năm 2015.